# Jan Gies

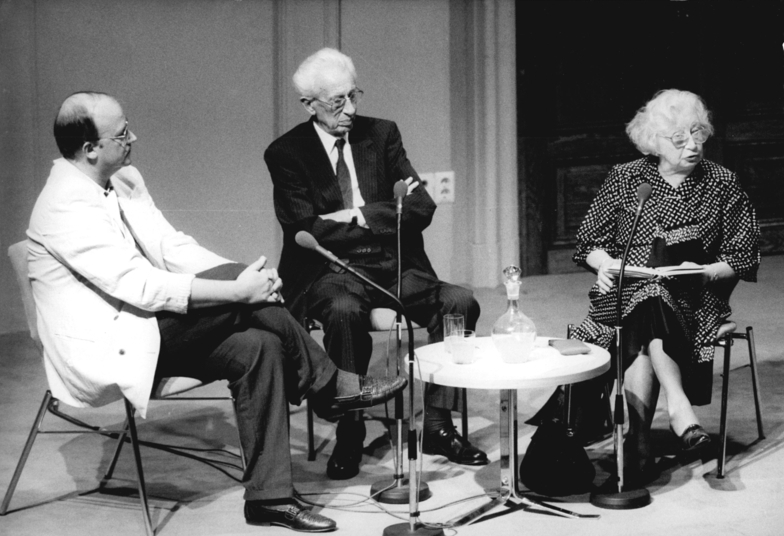
Jan Gies (centro), Miep Gies, 1989

Jan Gies (Ámsterdam, 18 de octubre de 1905 - ibídem, 26 de enero de 1993) fue un miembro de la resistencia neerlandesa contra la ocupación nazi. Casado con Miep Gies, ayudó esconder a Anne Frank y su familia de la persecución Nazi.

## Biografía
Jan Gies (identificado bajo el alias "Henk van Santen" en el libro El Diario de Ana Frank) nació y creció en Ámsterdam donde conoció a su futura esposa Miep Gies, en 1933 cuando él era contador y ella oficinista en una compañía textil. 
Se distanciaron cuando Jan pasó a trabajar en la red de servicio social holandés y ella como administradora de la compañía de Otto Frank, la firma de pectina Opekta. 
No se volvieron a ver hasta 1936 cuando reiniciaron una relación.
Se casaron el 16 de julio de 1941, cuando Miep fue amenazada de deportación a su Viena natal por rehusar afiliarse al grupo de mujeres nazis. La boda fue presenciada por Otto y Ana Frank, Hermann van Pels y su esposa Auguste van Pels, Victor Kugler, Bep Voskuijl y Johannes Kleiman. Al final del año Jan Gies fue nombrado director de la compañía de Otto Frank debido a que los judíos estaban vedados de presidir compañías bajos las nuevas leyes nazis. La compañía pasó a llamarse Gies & Co.
Jan Gies colaboró en el escondite de la familia en el anexo de 263 Prinsengracht durante dos años hasta el arresto y deportación de los refugiados a los campos de concentración.
Su esposa guardó el diario de la adolescente y lo entregó a su padre, el único sobreviviente de los ocho refugiados en el anexo. En 1947, Jan y Miep convocaron la atención de los medios al publicarse El diario de Ana Frank.
Jan Gies tuvo en 1950 un hijo (Paul) con Miep y murió a los 87 años de diabetes en 1993. 
Fue incluido en la lista de Justos entre las Naciones.